# Сет Мартін
Сет Мартін (англ. Seth Martin, 4 травня 1933, Россленд, Британська Колумбія, Канада — 6 вересня 2014, Трейл, Британська Колумбія) — канадський хокеїст, що грав на позиції воротаря. Чемпіон світу 1961 року. Неодноразовий лауреат різноманітних опитувань за результатами світових першостей. Член зали слави Міжнародної федерації хокею з шайбою (1997).

## Спортивна кар'єра
Більшу частину ігрової кар'єри захищав кольори команди «Трейл Смоук Ітерс». Двічі його команда представляла Канаду на чемпіонатах світу. У 1961 році «Трейл Смоук Ітерс» став переможцем, а в 1963 — четвертою командою. З наступного сезону Канаду на таких змаганнях представляла вже збірна з кращих гравців-аматорів. У її складі Сет Мартін грав на Олімпіаді в Інсбруку і двох чемпіонатах світу.
Чотири рази директорат ІІХФ визнавав його найкращим воротарем першості, а журналісти включали до символічної збірної. Особливо почесним було визнання у 1963 і 1964 роках, коли канадці залишалися без нагород. Всього на Олімпійських іграх і чемпіонатах світу провів 28 матчів.
Один сезон відіграв у професіональному хокеї. 1967 року відбулося перше розширення Національної хокейної ліги. Сет Мартін був дублером Гленна Холла у «Сент-Луїс Блюз». Всього провів 30 ігор у регулярному чемпіонаті і дві — у Кубку Стенлі. Формула розіграшу у тому сезоні була такою, що до фіналу Кубка Стенлі виходив один з клубів-дебютантів. Кращими новачками стали «блюзмени», які у вирішальній серії поступилися «канадцям» з Монреаля.
На той час йому виповнилося 34 роки і продовження кар'єри професіонального спортсмена мала певний ризик. Тому він повернувся до аматорів з «Трейл Смоук Ітерс» і продовжував працювати пожежником. У сезоні 1969/70 клуб «Спокан Джетс», за який він виступав, став переможцем Кубка Аллена — головного трофею серед канадських аматорів. Завершив виступи на хокейних майданчиках у сорок років.
1997 року Міжнародної федерації хокею заснувала Залу слави. Одним з тридцяти перших лауреатів став і Сет Мартін.

## Статистика
Список команд, у яких грав Сет Мартін:
| Роки      | Клуб                  | Ліга |
| --------- | --------------------- | ---- |
| 1953–1960 | «Трейл Смоук Ітерс»   | ЗІХЛ |
| 1959–1960 | «Ванкувер Канакс»     | ЗХЛ  |
| 1960–1962 | «Трейл Смоук Ітерс»   | ЗІХЛ |
| 1961–1962 | «Портленд Бакаруз»    | ЗХЛ  |
| 1963–1967 | «Россленд Варріорз»   | ЗІХЛ |
| 1966      | «Кімберлі Дінамітерз» | ЗІХЛ |
| 1967–1968 | «Сент-Луїс Блюз»      | НХЛ  |
| 1968–1970 | «Трейл Смоук Ітерс»   | ЗІХЛ |
| 1969–1970 | «Спокан Джетс»        | ЗІХЛ |
| 1972–1973 | «Портленд Бакаруз»    | ЗХЛ  |
| 1972–1973 | «Спокан Джетс»        | ЗІХЛ |

Статистика виступів у збірній на чемпіонатах світу і Олімпійських іграх:
| Рік                | Команда            | Турнір             | І  | В | П | Н | ПГ | ІБГ | ПГГ  | М |
| ------------------ | ------------------ | ------------------ | -- | - | - | - | -- | --- | ---- | - |
| 1961               | Канада             | ЧС                 | 5  | 4 | 0 | 1 |    | 0   | 1.28 |   |
| 1963               | Канада             | ЧС                 | 7  | 4 | 2 | 1 |    | 1   | 3.29 | 4 |
| 1964               | Канада             | OІ                 | 6  |   |   |   |    |     | 1.21 | 4 |
| 1965               | Канада             | ЧС                 | —  | — | — | — | —  | —   | —    | 4 |
| 1966               | Канада             | ЧС                 | 4  | 2 | 2 | 0 |    | 0   | 2.00 |   |
| 1967               | Канада             | ЧС                 | 6  | 3 | 2 | 1 |    | 0   | 2.33 |   |
| Національна збірна | Національна збірна | Національна збірна | 28 |   |   |   |    |     |      |   |